# البرت اورئا
البرت اورئا (انگلیسی: Albert Urrea؛ زادهٔ ۱ مارس ۱۹۸۷) بازیکن فوتبال اهل اسپانیا است.